# 모니와 데루유키
모니와 데루유키(일본어: 茂庭 照幸, 1981년 9월 8일 ~ )는 일본의 전직 축구 선수로 현역 시절 수비수로 활약했으며 2002년 아시안 게임 은메달리스트이다.

## 구단 경력
그는 1999년부터 2018년까지 J리그의 쇼난 벨마레, FC 도쿄, 세레소 오사카에서 활동하였다.

## 국가대표팀 경력
그는 2002년 아시안 게임에 참가할 일본 U-23 국가대표팀에 발탁되었으며, 은메달 획득에 기여했다.
그는 2003년 10월 8일 튀니지과의 경기에서 일본 국가대표팀에 데뷔했다. 
그는 2004년 하계 올림픽에 참가할 국가대표팀에 발탁되었으며, 3경기에 출전했다.
2005년 FIFA 컨페더레이션스컵, 2006년 FIFA 월드컵에도 출전했다. 그는 2006년까지 국제 A매치 통산 9경기에 출전, 1득점을 넣었다.

## 통계
| 일본 | 일본 | 일본 |
| 연도 | 출전 | 득점 |
| ---- | ---- | ---- |
| 2003 | 2    | 0    |
| 2004 | 1    | 0    |
| 2005 | 4    | 1    |
| 2006 | 2    | 0    |
| 통산 | 9    | 1    |

## 대회 성적

### 클럽
FC 도쿄
- J1리그 : 4위 (2003)
- J리그컵 : 우승 (2004, 2009)
- 천황배 : 4강 (2008)

세레소 오사카
- J1리그 : 3위 (2010, 2017), 4위 (2013)
- J2리그 : 4위 (2015, 2016)
- J리그컵 : 우승 (2017)
- 천황배 : 우승 (2017), 4강 (2011)

### 국가대표팀
일본 U-23
- 아시안 게임 : 은메달 (2002)

 일본
- EAFF E-1 풋볼 챔피언십 : 준우승 (2005)